# أوين جاكوبسن
أوين جاكوبسن (بالإنجليزية: Thomas Owen Jacobsen)‏ هو سياسي بريطاني (وحمل سابقاً جنسية المملكة المتحدة لبريطانيا العظمى وأيرلندا)، ولد في 1864، وتوفي في 15 يونيو 1941. حزبياً، نشط في الحزب الليبرالي. في الانتخابات الفرعية في مجلس العموم البريطاني ‏، انتخب عضو برلمان المملكة المتحدة الـ30 عن دائرة Hyde (UK Parliament constituency) ‏ (29 مارس 1916 – 25 نوفمبر 1918).